# ميخائيل مان
ميخائيل مان (بالإنجليزية: Michael Mann؛ بالألمانية: Michael Mann) هو كاتب سير ذاتية وبروفيسور وموسيقي ألماني وأمريكي، ولد في 21 أبريل 1919 في ميونخ في ألمانيا، وتوفي في 1977 في أوريندا في الولايات المتحدة بسبب جرعة زائدة من الباربيتورات.

## وصلات خارجية
- ميخائيل مان على موقع ديسكوغز (الإنجليزية)